# Type 73 (trasporto)
Il cingolato Type 73  (73式装甲車, Nanasan shiki sōkōsha) è stato a lungo il principale veicolo trasporto truppe della Forza di autodifesa terrestre (JGSDF) del Giappone. È entrato in servizio nel 1973, come successore del Type 60, altro mezzo giapponese ma del decennio precedente, i cui limiti hanno portato allo sviluppo del Type 73. Il veicolo è anche noto come Type 73 APC (Armored Personnel Carrier).

## Progetto e sviluppo
Il progetto del Type 73 nacque con lo scopo preciso di superare i limiti del precedente Type 60, e affiancare la prevista nuova generazione di carri armati con un veicolo più valido e prestante. La costruzione del prototipo chiamato SU-T iniziò nel 1967 e si concluse nel 1968. Dopo un'accurata valutazione e i test svolti nel 1969, furono ordinati due prototipi alla Mitsubishi e altri due alla Komatsu, chiamati SUB I-1, SUB I-2, SUB II-1 e SUB II-2. I test vennero svolti nel 1970 e 1971, e si conclusero con l'approvazione del primo progetto. Il prototipo della Mitsubishi fu riconosciuto idoneo, e nel 1973 fu ufficialmente dichiarato in servizio come Type 73.

## Caratteristiche tecniche
Il veicolo è una macchina assai originale, con fino a 4 uomini nella parte anteriore, che comprendono un pilota, un capocarro e un mitragliere. Dietro di loro vi è un compatto motore diesel V4 da 300 hp prodotto da Mitsubishi, e poi lo scomparto per le truppe con 8 uomini, e 2 porte posteriori di accesso.

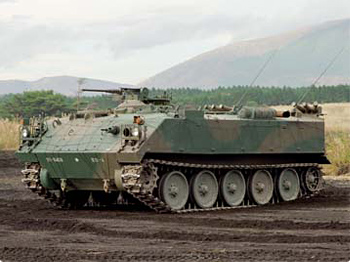
Il veicolo trasporto truppe Type 73.

La struttura è costruita con pannelli di alluminio saldato,  come nel caso dell'M113, ma il mezzo ha una sagoma più bassa e lunga. Inoltre la protezione è fra i maggiori spessori di corazza, e ciò lo rende più pesante.

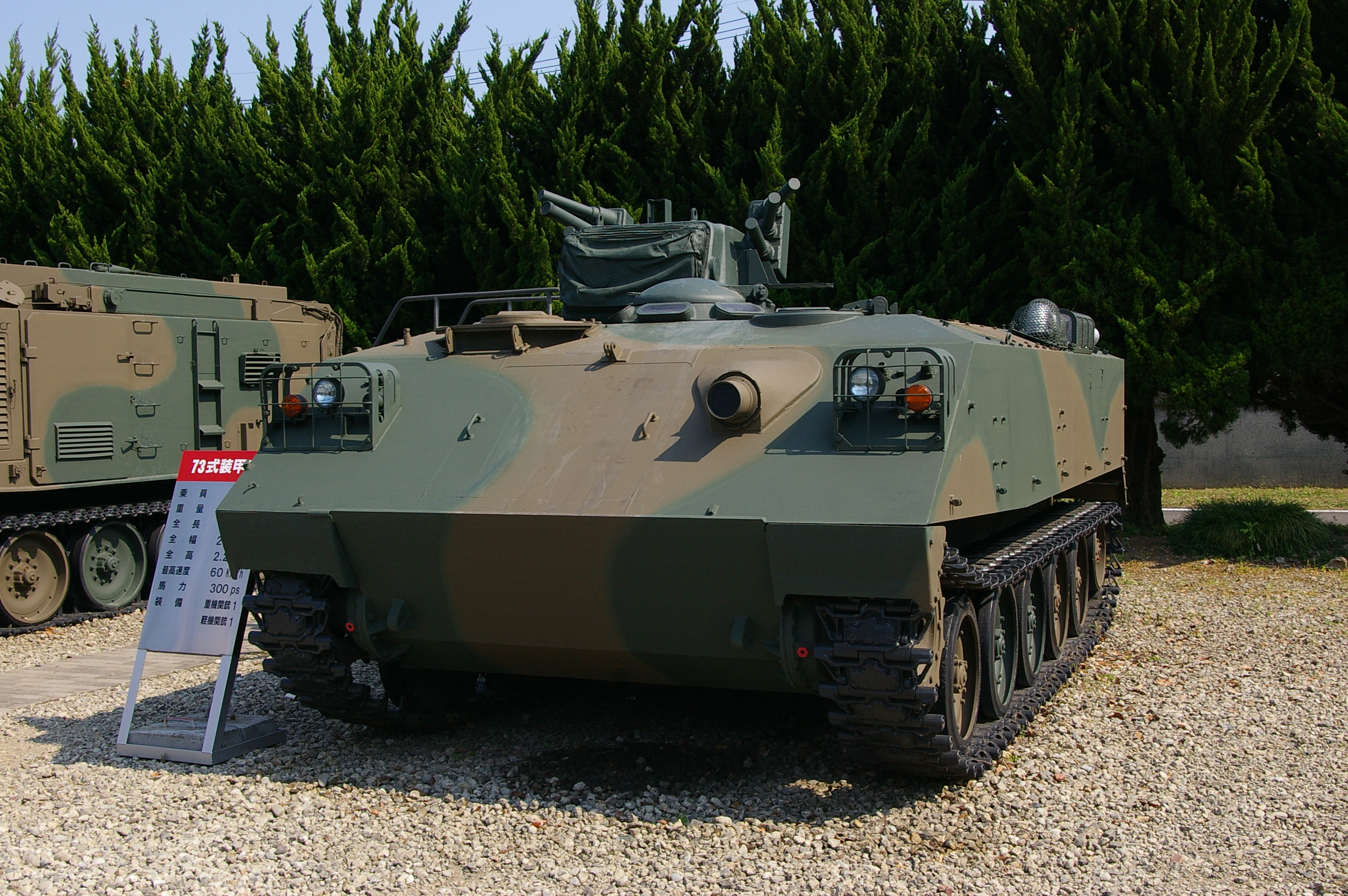
In questa immagine è ben visibile l'armamento del Type 73.

L'armamento principale è costituito da una mitragliatrice Browning M2 da 12,7 mm, ma essa non è fissa come sull'M113. Ha infatti la possibilità di essere manovrata dall'interno del mezzo, e può elevarsi tra -10 e +60 gradi. Essa è azionata da uno degli 8 uomini della squadra trasportata a bordo.
Il mitragliere anteriore invece può azionare una mitragliatrice da 7,62 mm da una apposita casamatta, con brandeggio in ogni lato di 30 gradi al massimo. Essa è unica nel panorama degli APC moderni, ma in effetti la presenza di un'arma del genere, completamente protetta e dedicata al solo settore anteriore, può tornare utile in molte situazioni tattiche, specie se la fanteria nemica è troppo vicina per usare l'armamento principale.
Anche la fanteria trasportata ha la possibilità di combattere dall'interno, grazie a 2 feritoie a forma di "T" che sono presenti in ogni fianco dello scafo.

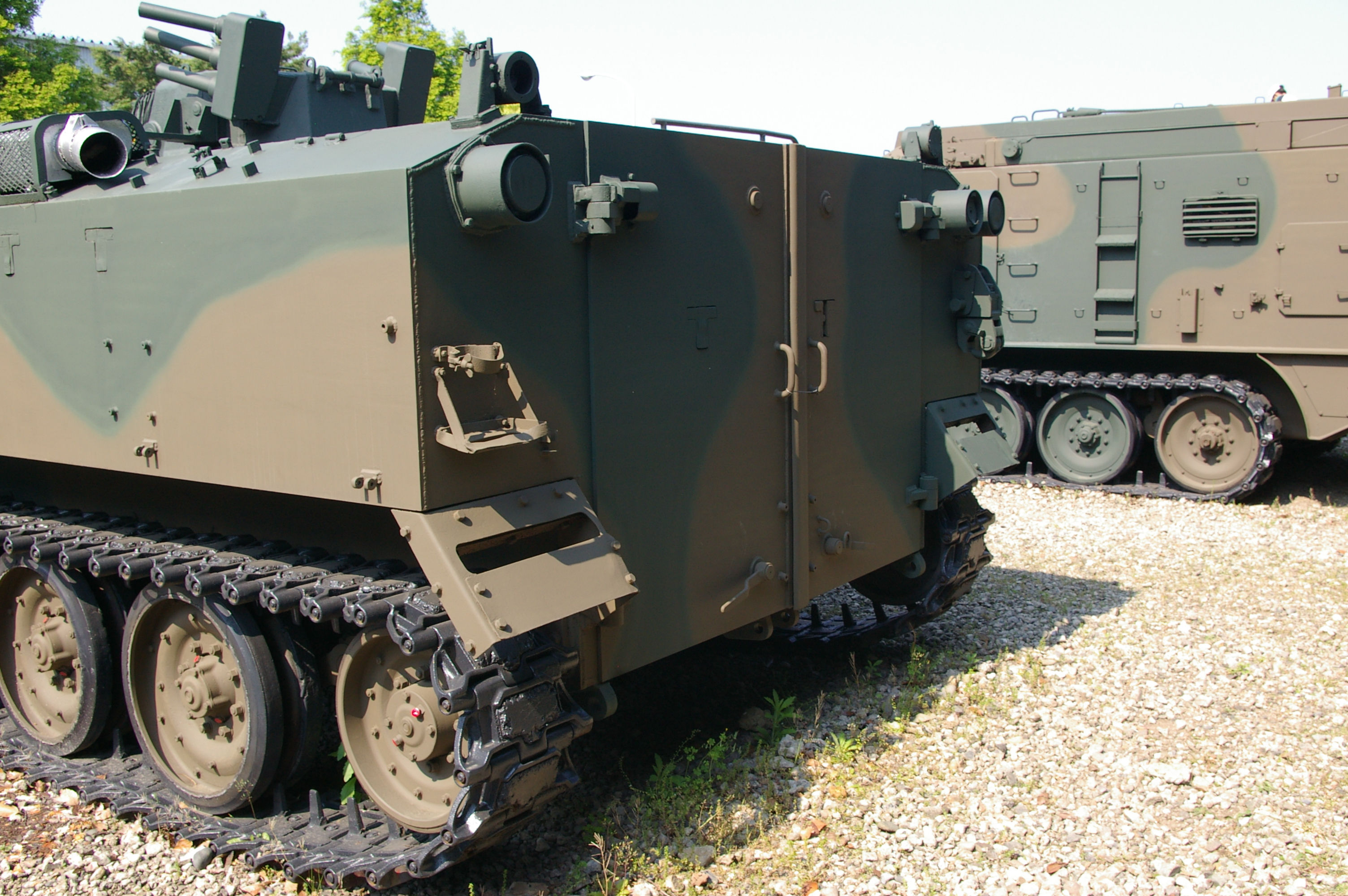
La parte posteriore del Type 73.

In termini di mobilità, il Type 73 ha un altissimo rapporto potenza-peso, 22:1, decisamente molto migliore di quello dell'M113, e quindi può ottenere prestazioni velocistiche notevoli, accentuate dalla sagoma bassa e aggressiva. Non ha però una elevata autonomia. La sua capacità di guado è legata, a causa del peso, a una lunga preparazione con l'apposizione di galleggianti ausiliari.
In termini di accessori, il Type 73 ha le protezioni NBC, 6 lanciagranate  fumogene e luci infrarosse,. Gli ultimi due mancavano al predecessore Type 60.

### Operatività
Entrato in linea negli anni '70, il mezzo si è rivelato una sorta di 'passaggio' tra APC e IFV. Come il primo, esso trasporta essenzialmente truppe, e non ha né armamento né corazza pesante. Come il secondo, può consentire ai fanti di sparare restando dentro il mezzo.
I vantaggi nei confronti degli M113 basici sono la disponibilità di armi azionabili dall'interno, e le feritoie di tiro per la fanteria, oltre che una maggiore mobilità.
Tuttavia negli anni '70 si cercava qualcosa di molto meglio che gli M113, e anche il Type 73 apparve come un mezzo già superato. Esso è entrato in linea con 338 mezzi, in attesa dell'arrivo del nuovo IFV con cannone da 25 mm.
Una variante che è stata a lungo in produzione è quella posto-comando. Alcuni componenti del Type 73 sono stati utilizzati per la costruzione del Type 75, un mezzo per la misurazione del vento a terra che doveva supportare la versione lanciarazzi.
Come mezzo di supporto, questo veicolo è stato prodotto in pochi esemplari. La versione derivata più importante è appunto la Type 75 armata con un lanciarazzi multiplo da 130 mm per le unità corazzate, realizzata in 66 esemplari. Questa versione con lanciarazzi è stata anche chiamata 75MSSR, sigla che significa lanciarazzi multiplo semovente Type 75.